# Francisco Mederos
Francisco Mederos, vollständiger Name Francisco Osvaldo Mederos Burgueño, (* 9. Februar 1994 in Montevideo) ist ein uruguayischer Fußballspieler.

## Karriere
Der 1,66 Meter große Mittelfeldakteur Mederos steht seit 2016 im Kader der Profimannschaft von Villa Teresa. Dort feierte er am 30. Oktober 2016 sein Debüt in der Segunda División, als ihn Trainer Adrián Fernández beim 1:0-Heimsieg gegen Central Español in der 84. Spielminute für Yan Buzón einwechselte. In der Saison 2016 wurde er insgesamt einmal (kein Tor) in der zweithöchsten uruguayischen Spielklasse eingesetzt.